# Relazioni tra Armenia e Azerbaigian all'Eurovision Song Contest
L'Armenia partecipa all'Eurovision Song Contest, una competizione musicale paneuropea dal 2006, mentre l'Azerbaigian è entrato in gara a partire dal 2008. Il conflitto in corso tra i due paesi nella regione del Nagorno-Karabakh, che è considerata de jure parte dell'Azerbaigian dalle Nazioni Unite, ma è sotto il controllo de facto della Repubblica dell'Artsakh sostenuta dall'Armenia dal 1993, ha influenzato l'Eurovision Song Contest in diverse occasioni.
I conflitti tra Armenia e Azerbaigian sono apparsi per la prima volta nel 2006, quando i media azeri hanno criticato il sito web dell'evento per aver elencato il Nagorno-Karabakh come luogo di nascita del primo rappresentante dell'Armenia, André, poiché nell'anno della sua nascita, nel 1979, faceva parte della Repubblica Socialista Sovietica Azera. I conflitti si sono notevolmente intensificati durante l'edizione del 2009. Durante le semifinali, i funzionari azeri si sono opposti alla raffigurazione del monumento del Nagorno-Karabakh Siamo le nostre montagne durante un video introduttivo per l'esibizione armena. L'Armenia ha risposto durante le finali mostrando più immagini del monumento mentre presentava i risultati. A seguito del concorso, sono emerse accuse secondo cui l'emittente statale dell'Azerbaigian aveva manomesso le onde della trasmissione per censurare la canzone armena e che il governo azero stava interrogando i cittadini che avevano votato per l'Armenia, accusandoli di non essere patriottici e di minacciare la sicurezza nazionale. A seguito di un'inchiesta, l'Azerbaigian è stato multato dall'Unione europea di radiodiffusione (UER, o EBU in inglese) per aver violato la privacy dei votanti.
A seguito dello Junior Eurovision Song Contest 2010, i media armeni hanno affermato che l'emittente televisiva dell'Azerbaigian aveva interrotto la trasmissione quando era diventata evidente la vittoria armena; tuttavia, ciò è stato contestato poiché quell'anno l'Azerbaigian non partecipava neanche alla manifestazione. Nel 2012 l'Azerbaigian mentre si preparava ad ospitare l'Eurovision Song Contest 2012 dopo la sua vittoria nel 2011, un gruppo di musicisti armeni ha guidato un tentativo di boicottaggio. Il paese, alla fine si sarebbe ritirato dal concorso, e l'emittente televisiva armena ha dovuto pagare una multa per il ritiro tardivo. L'Armenia è tornata nell'edizione 2013 che si è tenuta in Svezia.
I conflitti tra i due paesi sono ripresi durante la preparazione dell'Eurovision Song Contest 2015 in cui sono emerse accuse secondo cui la canzone armena, "Don't Deny" (Non negare) era un appello per il riconoscimento del genocidio armeno (il cui centesimo anniversario era stato commemorato precedentemente al concorso del 2015). L'Azerbaigian nega il genocidio e i funzionari del paese hanno rilasciato una dichiarazione avvertendo l'Armenia di aver tentato di utilizzare l'Eurovision come mezzo per le sue "ambizioni politiche". La canzone è stata successivamente ribattezzata "Face the Shadow" per affrontare le preoccupazioni sui suoi presunti temi politici. L'anno successivo, la rappresentante armena Iveta Mukuchyan è stata rimproverata dagli organizzatori per aver esposto la Bandiera dell'Artsakh durante la prima semifinale.

## Partecipazioni iniziali
Nel 2006, il primo anno a cui ha partecipato l'Armenia, il sito ufficiale dell'Eurovision ha elencato il luogo di nascita del suo artista André nella "Repubblica del Nagorno-Karabakh". I media in Azerbaigian hanno criticato gli organizzatori del concorso per aver riconosciuto la Repubblica, soprattutto perché la regione era un oblast' autonomo all'interno della RSS Azera, nel 1979, l'anno di nascita di André. L'elenco del luogo di nascita sul profilo di André è stato in seguito completamente rimosso.
L'Azerbaigian fa il suo debutto all'Eurovision nel 2008, segnando per la prima volta il confronto tra Armenia e Azerbaigian al concorso. La canzone armena, "Qélé, Qélé" di Sirusho, si è classificata al 4º posto, mentre la canzone di esordio dell'Azerbaigian, "Day After Day", è arrivata all'8º posto.

## Concorso del 2009

### Controversie e conseguenze della cartolina
Durante la prima semifinale del concorso del 2009, il video "cartolina" che introduceva la performance della canzone armena "Jan Jan" raffigurava, tra gli altri monumenti, Siamo le nostre montagne, un'opera d'arte situata a Stepanakert, capitale del Nagorno-Karabakh. A causa delle rivendicazioni del paese sulla regione, i funzionari azeri si sono opposti alla rappresentazione di Siamo le nostre montagne in quanto un punto di riferimento armeno. Nella trasmissione televisiva delle finali, il video è stato modificato per rimuovere la statua.
Per protestare contro tale decisione, durante la presentazione dei risultati delle votazioni dell'Armenia sono state esposte più fotografie del monumento; una è stata visualizzata su uno schermo video in Piazza della Repubblica di Yerevan sullo sfondo, e un'altra sul retro del blocco appunti della presentatrice dei voti armeni, Sirusho, che stava leggendo i risultati. Nonostante le polemiche, 1.065 armeni hanno votato per l'esibizione dell'Azerbaigian, abbastanza da dare al Paese un unico punto. Un totale di 43 azeri ha votato per la canzone armena.

### Censura e interrogatorio ai votanti
A seguito del concorso, sono emerse notizie secondo cui l'emittente locale azera, İctimai Televiziya aveva tentato di censurare l'esibizione armena dalla sua trasmissione della finale e aveva oscurato il codice di televoto dell'esibizione nel tentativo di scoraggiare il voto a favore. İTV ha negato queste affermazioni e ha fornito i filmati che mostravano che la sua trasmissione non era stata manomessa. Nell'agosto 2009, un certo numero di azeri che aveva votato per la canzone dell'Armenia durante il concorso sono stati convocati per un interrogatorio presso il Ministero della Sicurezza Nazionale di Baku, durante il quale sono stati accusati di essere "antipatriottici" e "una potenziale minaccia alla sicurezza". Uno dei convocati, Rovshan Nasirli (che aveva votato per "Jan Jan" perché riteneva che fosse un riflesso migliore della canzone azera di "Always", che rappresentava il paese) ha affermato che i suoi interrogatori gli avevano detto che avevano i nomi e gli indirizzi di tutti i 43 azeri che avevano votato per l'Armenia.
A seguito di questi rapporti, Svante Stockselius, supervisore esecutivo dell'Eurovision Song Contest, ha annunciato l'avvio di un'indagine sugli incidenti. Nella sua risposta, İctimai TV ha dichiarato che mentre due persone erano state invitate al Ministero della Sicurezza Nazionale, il Ministero aveva assicurato che nessuno era stato interrogato, né ufficialmente né ufficiosamente, sul voto nella competizione stessa. Il direttore generale dell'Unione europea di radiodiffusione, Jean Réveillon, ha risposto affermando che la libertà di voto è uno dei principi cardini del concorso e "qualsiasi violazione della privacy riguardo al voto o all'interrogatorio di individui è totalmente inaccettabile". Il ministro della gioventù e dello sport azero, Azad Rahimov, ha negato che qualcuno fosse stato convocato al ministero della Sicurezza nazionale per aver votato per l'esibizione armena e ha accusato Radio Free Europe e altri organi di stampa di aver riferito le accuse per creare uno scandalo.
Il gruppo di riferimento dell'UER, che organizza l'Eurovision, ha esaminato la questione in una riunione a Oslo l'11 settembre 2009. In una dichiarazione rilasciata il 17 settembre, l'UER ha riconosciuto le accuse secondo cui i funzionari azeri avrebbero interrogato i votanti e violato la loro privacy. L'UER non ha imposto sanzioni o il divieto all'Azerbaigian di future partecipazioni al concorso (il paese poteva essere bandito dal concorso per tre anni), ma ha multato la delegazione di 2700 € e ha cambiato le sue regole per rendere le emittenti partecipanti responsabili per la "divulgazione di informazioni che potrebbero essere utilizzate per identificare i votanti" durante le future edizioni del concorso. In precedenza, i fornitori delle telecomunicazioni erano responsabili, ma l'UER non poteva imporre loro sanzioni.

## Junior Eurovision Song Contest del 2010
Vladimir Arzumanyan, un cantante del Nagorno-Karabakh rappresentante dell'Armenia, ha vinto lo Junior Eurovision Song Contest 2010. È stato affermato dai media armeni che la trasmissione del concorso in Azerbaigian era stata interrotta quando era diventata evidente la vittoria armena.
Queste affermazioni sono state sostenute dal direttore di Armenia 1 e dal capo delegazione dell'Eurovision, Diana Mnatsakanyan, che ha anche negato le notizie secondo cui il paese si stava preparando a presentare un reclamo all'UER sulla questione. Ha sottolineato che l'emittente non sapeva se l'Azerbaigian avesse trasmesso il concorso, dato che il paese non aveva ancora partecipato all'Eurovision Junior, poiché all'epoca "non aveva alcun interesse" e che i resoconti sul presunto incidente erano limitati ai post sui forum azeri. L'Azerbaigian alla fine avrebbe fatto il suo debutto ufficiale allo Junior Eurovision due anni dopo.

## Concorso del 2012
L'Eurovision Song Contest 2012 è stato ospitato a Baku, in Azerbaigian, dopo la vittoria azera nel 2011. L'Azerbaigian ha temporaneamente modificato la sua politica sui visti per consentire agli armeni, a cui normalmente è vietato entrare nel paese, di partecipare all'evento. Tuttavia, nel febbraio 2012, è emerso un tentativo di boicottaggio in Armenia a seguito di un incidente in cui un soldato armeno di 20 anni era stato ucciso a colpi di arma da fuoco al confine tra i due paesi. I funzionari armeni inizialmente hanno accusato un cecchino azero per la morte del soldato; tuttavia i rapporti contrastanti indicavano che la causa della morte era imputata al fuoco amico. Sempre a febbraio, il presidente azero Ilham Aliyev ha rilasciato una dichiarazione riaffermando la posizione del paese contro gli armeni, sostenendo che controllano "politici ipocriti e corrotti". 22 musicisti armeni, inclusi i precedenti rappresentanti armeni dell'Eurovision, Emmy ed Eva Rivas, hanno firmato una lettera aperta a sostegno del boicottaggio, affermando che avrebbero "rifiutato di apparire in un paese che è ben noto per le uccisioni di massa e i massacri di armeni, in un paese in cui i sentimenti anti-armeni sono stati elevati a livello di politica di Stato".
Il 7 marzo 2012, i funzionari armeni hanno annunciato che il paese si sarebbe ritirato dal concorso del 2012. L'UER ha dichiarato di essere "veramente delusa" dal ritiro dell'Armenia e che:
Il direttore generale dell'İTV, Ismayil Omarov, ha espresso il suo rammarico per il ritiro dell'Armenia, ritenendo che la presenza del paese avrebbe potuto essere un "messaggio di pace congiunto al mondo". Anche il politico locale Ali Ahmadov ha criticato la delegazione armena per la sua decisione, affermando che "il suo rifiuto di prendere parte a un concorso così rispettato causerà ulteriori danni all'immagine già danneggiata dell'Armenia".
A causa del suo ritiro tardivo l'Armenia è stata tenuta a pagare la quota di iscrizione, più una multa pari alla metà del suo valore.

## Concorso del 2015
Nel marzo 2015, i media armeni hanno rivelato la canzone "Don't Deny" avrebbe rappresentato l'Armenia all'Eurovision Song Contest 2015, in omaggio al genocidio armeno, il cui centenario era stato celebrato il 24 aprile 2015. La canzone è stata eseguita dai Genealogy, un gruppo composto da cinque membri della diaspora armena, insieme a un sesto cantante come rappresentato dello Stato armeno e della sua unità. "Don't Deny" è stata percepita dai critici come un invito al riconoscimento del genocidio, sottolineando inoltre che il video musicale della canzone conteneva una scena che ritraeva i membri del gruppo in posa per una foto di famiglia in abiti della prima guerra mondiale, per poi scomparire dalla vista. Gohar Gasparyan, capo delegazione armeno dell'Eurovision, ha descritto la canzone inerente all'amore e all'unità, e senza riferimento a nessun intento politico o tema specifico. I rappresentanti dell'Azerbaigian (paese che insieme alla Turchia, nega il genocidio) hanno criticato la canzone per i suoi presunti temi politici, e hanno affermato che avrebbero "agito adeguatamente" per evitare che il concorso fosse stato "sacrificato alle ambizioni politiche di un paese".
Il 16 marzo 2015, la delegazione armena ha annunciato che il nome del brano era stato cambiato in "Face the Shadow", affermando che il nuovo titolo aveva lo scopo di "rafforzare" i temi della canzone e di sedare le preoccupazioni sul suo presunto sottotesto politico. La delegazione tuttavia ha continuato a negare qualsiasi sottotesto politico specifico nella canzone.

## Concorso del 2016
Nonostante l'UER consenta di esporre solo le bandiere degli stati membri delle Nazioni Unite a pieno titolo, durante il concorso del 2016, nella prima semifinale del 10 maggio 2016, la rappresentante armena Iveta Mukuchyan è stata vista tenere in mano la bandiera del Nagorno-Karabakh, scatenando la reazione avversa della stampa azera. Durante una conferenza stampa dopo la semifinale, Mukuchyan ha risposto all'incidente affermando che: "Non devi dimenticare che sto rappresentando il mio paese nel mio cuore, i miei pensieri, i miei sentimenti e tutte le mie emozioni. I miei pensieri sono con la mia patria e quello che voglio diffondere è la pace ai confini. Ho scritto "LoveWave" perché ciò accadeva dentro di me".
L'UER e il gruppo di riferimento hanno rilasciato il giorno successivo una dichiarazione di ferma condanna nel brandire la bandiera del Nagorno-Karabakh durante la trasmissione in diretta della prima semifinale, ritenendone la sua esposizione come dannosa per il marchio del concorso. Il gruppo di riferimento ha conseguentemente sanzionato l'emittente armena AMPTV, con la natura della sanzione da determinare citando una violazione della regola affermando che "non sono ammessi messaggi che promuovono alcuna organizzazione, istituzione, causa politica o altre cause negli spettacoli". Inoltre, il gruppo di riferimento ha fatto presente che un'ulteriore violazione delle regole del concorso avrebbe potuto comportare la squalifica dalla manifestazione dell'anno o da eventuali edizioni successive. Hikmet Hajiyev, il portavoce del Ministero degli Affari Esteri dell'Azerbaigian ha definito l'azione della Mukuchyan "provocatoria" e inaccettabile sostenendo che "la parte armena ricorre deliberatamente a tali misure per incoraggiare e promuovere la formazione illegale creata nei territori azeri occupati".

## Concorso del 2019
Dopo la finale del 2019, İctimai TV, l'emittente pubblica azera ha presentato un reclamo all'UER per la grafica mostrata durante la sequenza di voto. Durante la trasmissione la grafica non includeva il Nagorno-Karabakh e anche la regione del Naxçıvan sulla mappa dell'Azerbaigian.

## Cronologia delle votazioni
Nonostante le relazioni estremamente ostili tra le due nazioni nel corso degli anni, l'Armenia ha dato punti all'Azerbaigian. Le tabelle seguenti mostrano i punti assegnati tra Armenia e Azerbaigian da quando quest'ultimo ha debuttato all'Eurovision Song Contest 2008.
| Armenia → Azerbaigian | Armenia → Azerbaigian | Armenia → Azerbaigian |
| Punti                 | Totale                | Anni                  |
| --------------------- | --------------------- | --------------------- |
| 12 punti              | 0                     |                       |
| 10 punti              | 0                     |                       |
| 8 punti               | 0                     |                       |
| 7 punti               | 0                     |                       |
| 6 punti               | 0                     |                       |
| 5 punti               | 0                     |                       |
| 4 punti               | 0                     |                       |
| 3 punti               | 1                     | 2009 (TF)             |
| 2 punti               | 1                     | 2008 (SF)             |
| 1 punto               | 1                     | 2008 (F)              |

| L'Azerbaigian non ha mai dato punti all'Armenia. Ogni giurato schierato dalla delegazione azera al concorso ha classificato l'Armenia all'ultimo posto. Nel televoto, l'Armenia è stata classificata ultima in quasi tutte le edizioni, tranne nel 2016, quando la rappresentante armena Iveta Mukuchyan si è classificata 14ª su un totale di 17 durante la semifinale. |

Legenda
- SF: - Semifinale
- F: - Finale
- T: - Televoto
- J: - Voto della giuria